# Обсерваторія Джодрелл-Бенк
Обсерваторія Джодрелл-Бенк (англ. Jodrell Bank Observatory, спочатку дослідна станція Джодрелл-Бенк, потім Наффілдські радіоастрономічні лабораторії з 1966 по 1999 рік) — британська обсерваторія, яка включає ряд радіотелескопів, і є частиною Астрофізичного центру Джодрелл-Бенк Манчестерського університету. Обсерваторія була заснована в 1945 році сером Бернардом Лавеллом, астрономом Манчестерського університету, який хотів досліджувати космічні промені після його роботи над радаром під час Другої світової війни. З тих пір вона відіграє важливу роль у дослідженні метеорів, квазарів, пульсарів, мазерів і гравітаційних лінз, і була щільно пов'язана з відстеженням космічних зондів на початку космічної ери. Керуючий директор обсерваторії професор Саймон Гаррінгтон.
Головним телескопом обсерваторії є Лавелівський телескоп, який є третім за величиною повноповоротним радіотелескопом у світі. Три інших діючих телескопи, також розташованих в обсерваторії: Марк II, а також радіотелескопи діаметрами 13 і 7 метрів. Обсерваторія Джодрелл-Бенк є базою Багатоелементної радіо пов'язаної мережі інтерферометрів (MERLIN), національної установи під управлінням Манчестерського університету від імені британської Ради науково-технічних установ.
Територія обсерваторії, яка включає Туристичний центр Джодрелл-Бенк і дендрарій, розташована у муніципалітеті Нижній Вітінгтон (решта в муніципалітеті Гузтрі), поруч з Гузтрі та і Холмс Чапел, Східний Чешир, Північно-Західна Англія. Телескоп можна побачити подорожуючи потягом, оскільки залізниця Креве-Манчестер проходить неподалік.

## Ранні роки

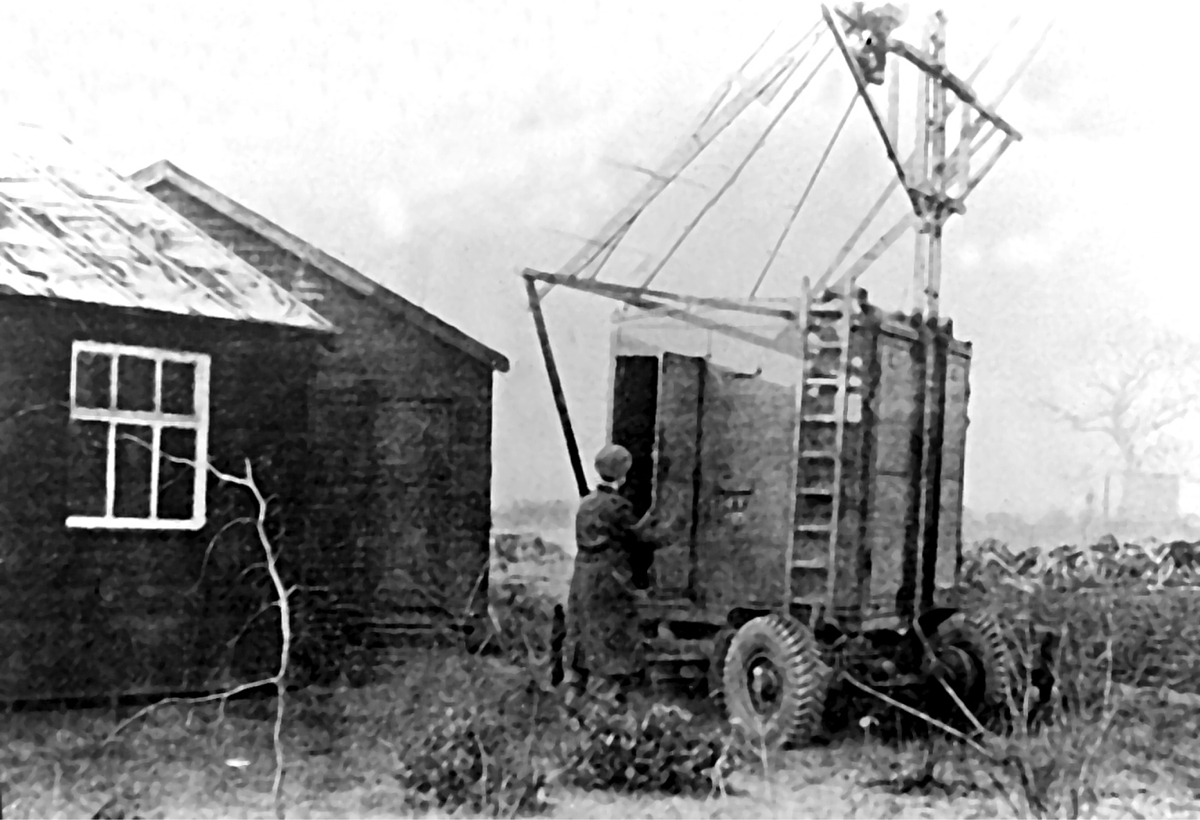
Спостереження в Джодрелл-Бенк в 1945 році

Джодрелл-Бенк був вперше використаний для академічних цілей у 1939 році, коли Ботанічний департамент Манчестерського університету придбав три поля на цій території. Назва території походить від сусіднього пагорба Джодрелл-Бенк, який був названий на честь лучника 14-го ст. Вільяма Джодерелла і чиї нащадки Лі (англ. Leighs) жили в особняку поруч і продали ці поля. Територія була розширена 1952 р. придбанням ферми від місцевого фермера Джорджа Массі. Нові землі включали території, на якій був розташований Лавелівський телескоп.
Перше використання ділянки для астрофізики відбулось у 1945 році, коли Бернард Лавелл забажав використовувати частину обладнання, що залишилося від Другої Світової війни, в тому числі радара наведення, щоб досліджувати космічні промені. Він використовував РЛС GL II, що працювала на довжині хвилі 4,2 м, яку він отримав від Дж. С.Гея. Спочатку він мав намір використовувати обладнання в Манчестері, однак, електричні перешкоди від трамваїв на Оксфорд-Роуд йому заважали;  він перевіз устаткування в Джодрелл-Бенк, 40 км на південь від міста 10 грудня 1945 року. Головною темою досліджень Лавелла в той час були перехідна радіолуна, щодо якої до жовтня 1946 року він визначив, що вона походить від іонізованих метеорних слідів. Першими співробітниками були Альф Дін і Френк Фоден, що спостерігали метеори неозброєним оком, у той час як Лавелл спостерігав електромагнітний сигнал на обладнанні. Цікаво, що коли він перший раз включив радар в Джодрелл-Бенк (14 грудня 1945 р.), метеорний потік Гемініди був на максимумі.
Протягом наступних декількох років він накопичив більше колишнього військового радіообладнання, включаючи пересувну кабіну, широко відому як «Парк Роял» в армії. Перший постійний будинок на цій території було розташовано поруч з кабіною і був названий на її честь.
Сьогодні обсерваторія Джодрелл-Бенк в основному використовується для дослідження радіохвиль від планет і зірок.

## Прожекторний телескоп
Прожектор був відданий в оренду «Джодрелл-Бенк» армією в 1946 році; згори цього прожектора Дж. Клеггом був побудований широкоформатний масив, що складався з безлічі антен Ягі. Масив був вперше використаний для астрономічних спостережень в жовтні 1946 року.
9 та 10 жовтня 1946 року телескоп був використаний для спостереження іонізації в атмосфері, викликаної метеорами Драконідів. Коли антена була повернута на 90 градусів в максимумі метеоритного дощу, кількість виявлень впала до фонового рівня, довівши, що перехідні сигнали, виявлені радаром, дійсно викликані метеорами. Незабаром після цього телескоп був використаний для визначення вихідної точки метеорів. Це стало можливим, оскільки рівень відлуння мінімальний у точці виходу і максимальний на 90 градусів неї. Телескоп, а також інші ресівери обсерваторії, були також використані для вивчення полярного сяйва, яке було видно з обсерваторії на початку серпня 1947 року.

## Транзитний телескоп
Транзитний телескоп — колишній 66-метровий параболічний рефлекторний зенітний телескоп, побудований в Джодрелл-Бенк в 1947 році. У той час це був найбільший радіотелескоп у світі. Він складався з дротяної сітки, підвішеної з розташованих кільцем 7,3-метрових стовпів риштування, яка зосереджувала радіосигнали в фокусі 38 метрів над землею. Телескоп в основному був спрямований прямо вгору, але напрям променя міг бути незначно змінений нахилом щогли, щоб змінити позицію фокуса. Фокусна щогла спочатку мала бути з дерева, але це ще до завершення будівництва була замінено на сталеву. Телескоп був замінений на повноповоротний 76-метровий Лавелівський телескоп, а на його місці згодом був побудований телескоп Марк II.
Телескоп міг оглядати смугу ± 15 градусів навколо зеніту на 72 і 160 МГц, з роздільною здатністю 1 градус на 160 МГц. З його допомогою був виявлений радіо-шум від Великої туманності в сузір'ї Андромеди — перше підтверджене виявлення позагалактичного радіоджерела — і залишок наднової Тихо Браге на радіочастоті (на той час він ще не був виявлений оптичною астрономією).

## Лавелівський телескоп

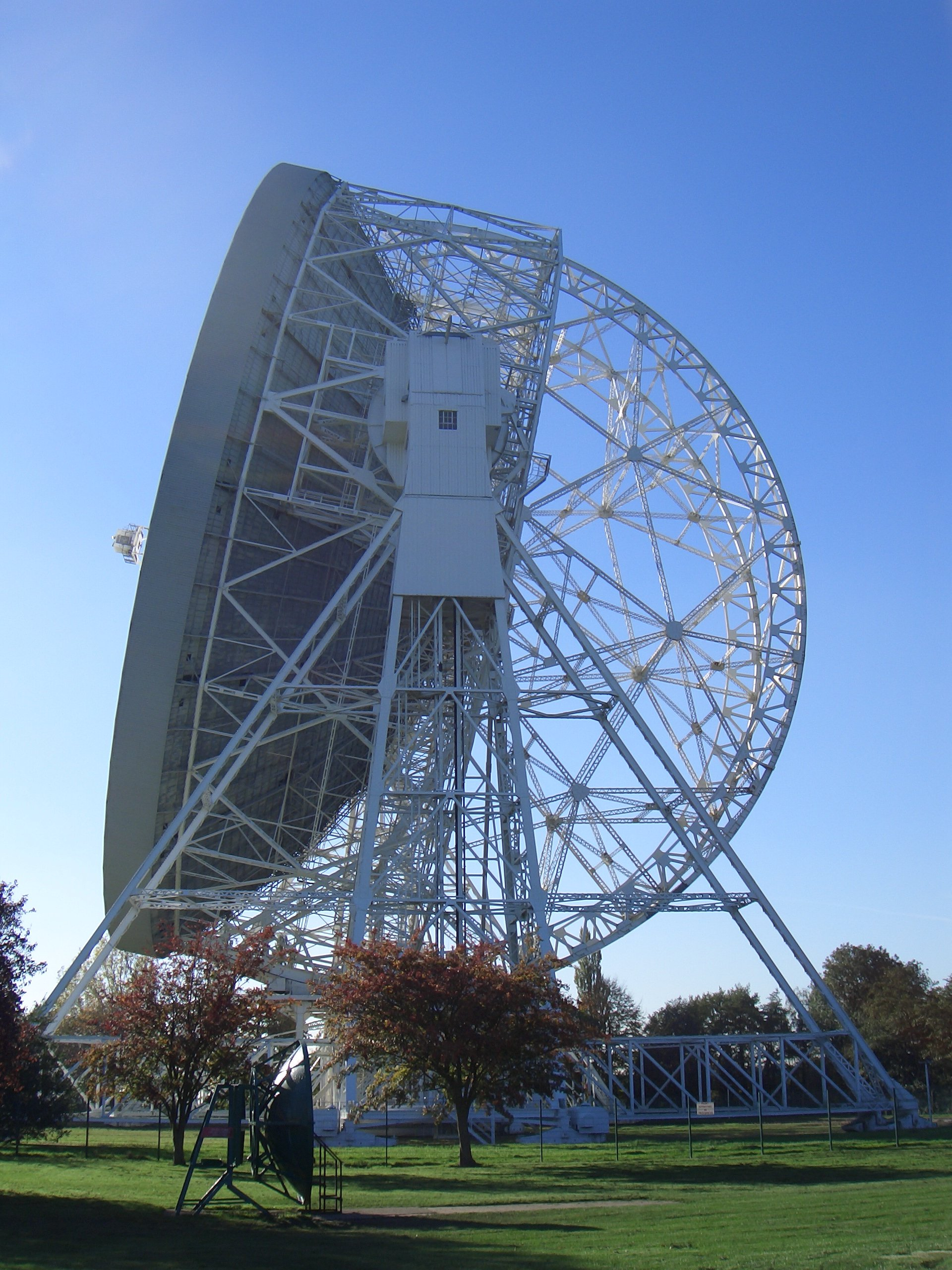
Лавелівський телескоп

Телескоп «Марк I», тепер відомий як Лавелівський телескоп, був радіотелескопом з найбільшим повноповоротним дзеркалом у світі (76,2 метрів у діаметрів) на час завершення у 1957 р.; зараз його дзеркало — третє за величиною, після телескопу обсерваторії Грін Бенк в Західній Вірджинії і Еффельсберзького радіотелескопу в Німеччині. Для моторної системи телескопа були використані частини механізмів гарматних башт лінкорів HMS Revenge і HMS Royal Sovereign. Телескоп почав функціонувати в середині 1957 року, якраз вчасно до запуску Супутника-1, першого у світі штучного супутника. Телескоп був єдиним у світі, здатним відстежувати прискорювач ракети «Супутника» по РЛС; вперше зафіксувавши його незадовго до півночі 12 жовтня 1957 року.
У наступні роки телескоп був використаний для відстеження різних космічних зондів. Між 11 березня і 12 червня 1960 року він відстежував зонд «Піонер-5». Телескоп був також використаний для відправки команд на зонд, у тому числі для відділення зонда від ракети-носія та для ввімкнення потужного передавача, коли зонд був на відстані на вісім мільйонів кілометрів. Він також отримував дані від зонда, бо був єдиним телескопом у світі, здатним це робити в той час. У лютому 1966 року, СРСР попросив Джодрелл-Бенк відстежувати безпілотний місячний посадковий модуль «Луна-9» і записав на свій факс передачу фотографій з поверхні Місяця. Фотографії були відправлені Британській пресі і опубліковані до того, як їх оприлюднив СРСР.
У 1969 році відстежувався також радянський «Луна-15». Запис спостереження вченими Джодрелл-Бенк був оприлюднений 3 липня 2009 року.
За особистої підтримки сера Бернарда Лавелла, телескоп також стежив за російськими супутниками, а інформація про такі спостереження передавалась і до Департаменту оборони США (Проекту стеження за космічним простором).
Незважаючи на суспільний резонанс навколо стеження телескопа за космічними зондами, вони займали лише незначну частину спостережного часу телескопу, а основна частина часу використовувалась для наукових спостережень. Вони включали використання радарів для вимірювання відстані до Місяця і Венери; спостереження астрофізичних мазерів навколо регіонів зореутворення і гігантських зір; спостережень за пульсарами (включаючи відкриття міллісекундних пульсарів і першого пульсара в кулястому скупченні); спостереження квазарів і гравітаційних лінз (включаючи виявлення першої гравітаційної лінзи і першого кільця Ейнштейна). Телескоп також використовувався для програми SETI.

## Телескопи Марк II і III

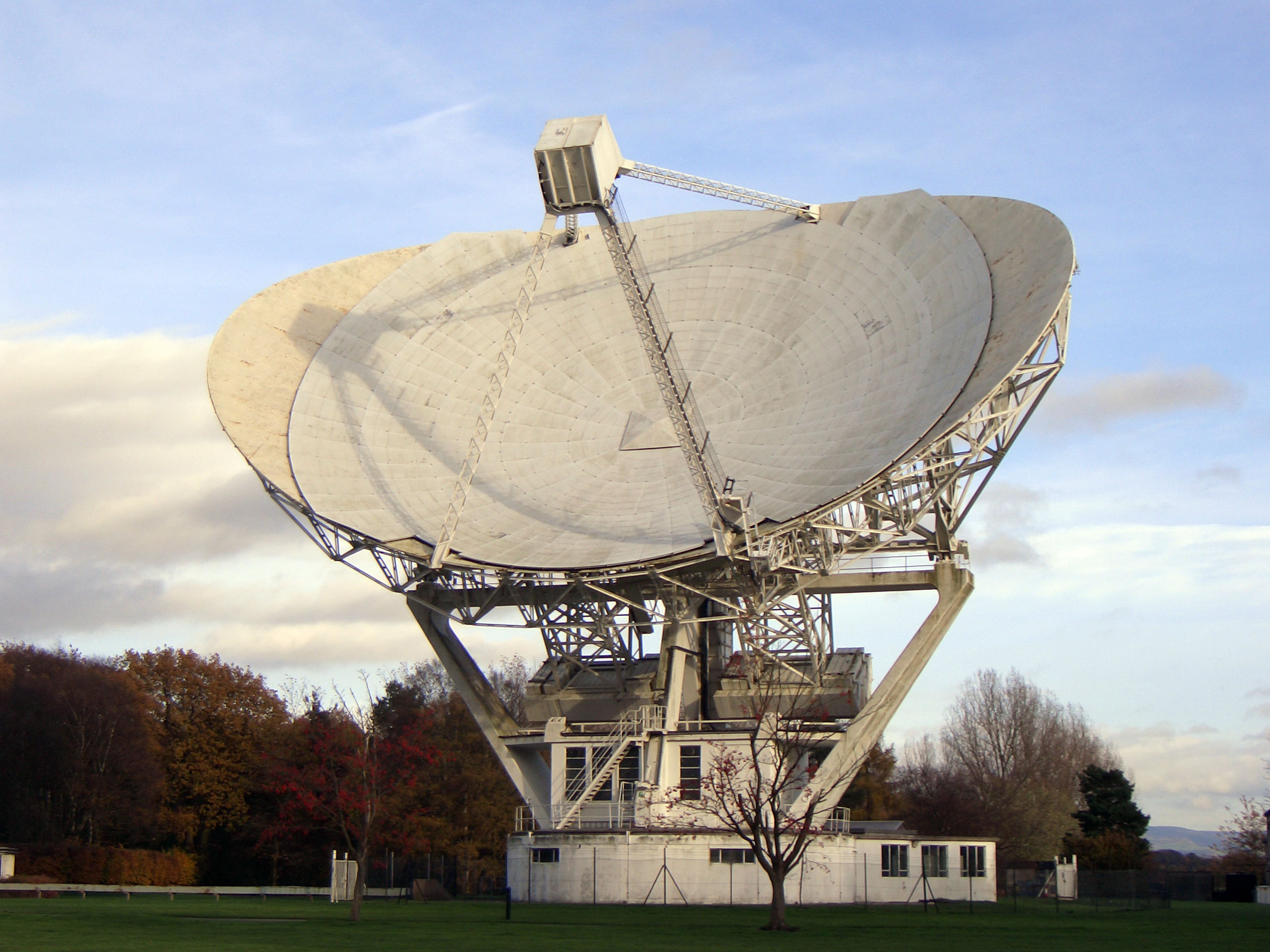
Радіотелескоп Марк II

Марк II — це еліптичний радіотелескоп, з великою віссю 38,1 метрів і малою 25,4 метри. Він був побудований в 1964 році. Крім роботи як самостійний телескоп, він також використовувався як інтерферометр з Лавелівським телескопом, а тепер використовується в основному як частина MERLIN.
Телескоп Марк III був такого ж розміру як Марк II, але був побудований транспортабельним. Однак він ніколи не рухався, а залишився на своєму первісному місці у Вордл, поруч Нантвіча, де він використовувався MERLIN. Він був побудований в 1966 році і виведений з експлуатації в 1996 році.

## Телескопи Марк IV, V і VA

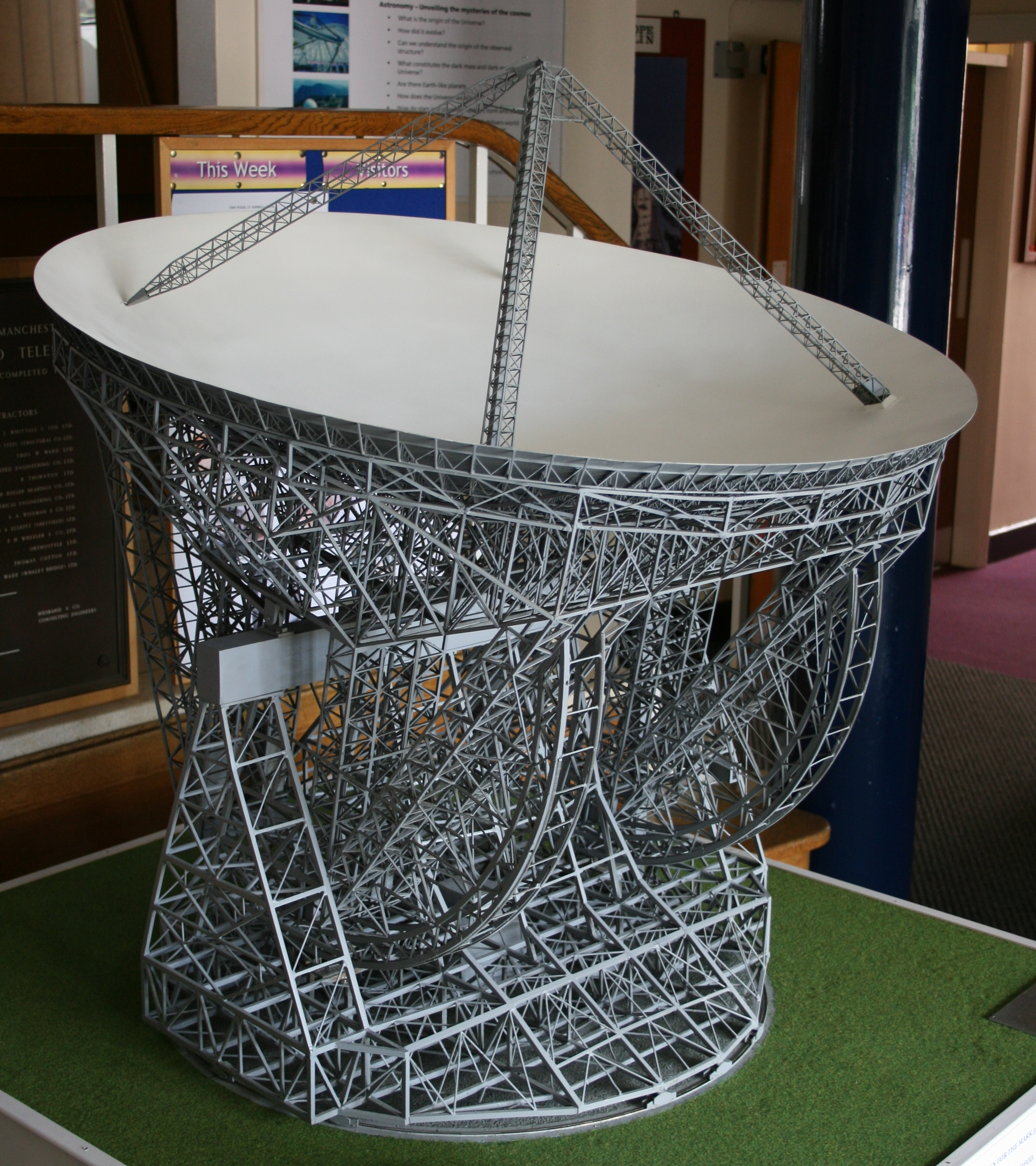
Модель запропонованого радіотелескопа Марк V

Телескопи Марк IV, V і VA — це три пропозиції, які були висунуті в 1960-1980-х рр., побудувати ще більший радіотелескоп, ніж Лавелівський. Марк IV був би автономним телескопом 300 метрів у діаметрі. Марк V був би рухомим телескопом 120 метрів у діаметрі. За початковою концепцією цього телескопу, він мав знаходитись на кілометровій залізничний гілці поруч з Джодрелл-Бенк, однак через побоювання з приводу майбутнього рівня перешкод будівництво пропонувалось в Уельсі (ділянка в Мейфод). Було висунуто кілька пропозицій, одна від Husband and Co, інша від Фрімена Фокса, який розробив телескоп обсерваторії Паркес. Телескоп Марк VA заснований на моделі Марк V, але з меншим дзеркалом (114 метрів) і конструкцією на основі попередньо напруженого залізобетону, схожою на Марк II (попередні дві конструкції більше нагадували Лавелівський телескоп).
Жоден з трьох телескопів був побудований, хоча були проведені деякі дослідження і створено кілька моделей в масштабі. Почасти це було пов'язано зі зміною політичного клімату з плином часу (цей період охоплював уряди Великої Британії від Лейбористської партії під Гарольдом Вільсоном до Консервативної партії під Маргарет Тетчер), а частково — з недофінансуванням астрономічних досліджень у Великій Британії на той час. Крім того, у критичний момент виникла потреба оновити майбутній Лавелівський телескоп до Марк ІА, вартість чого по факту значно перевищила бюджет.

## Інші окремі телескопи

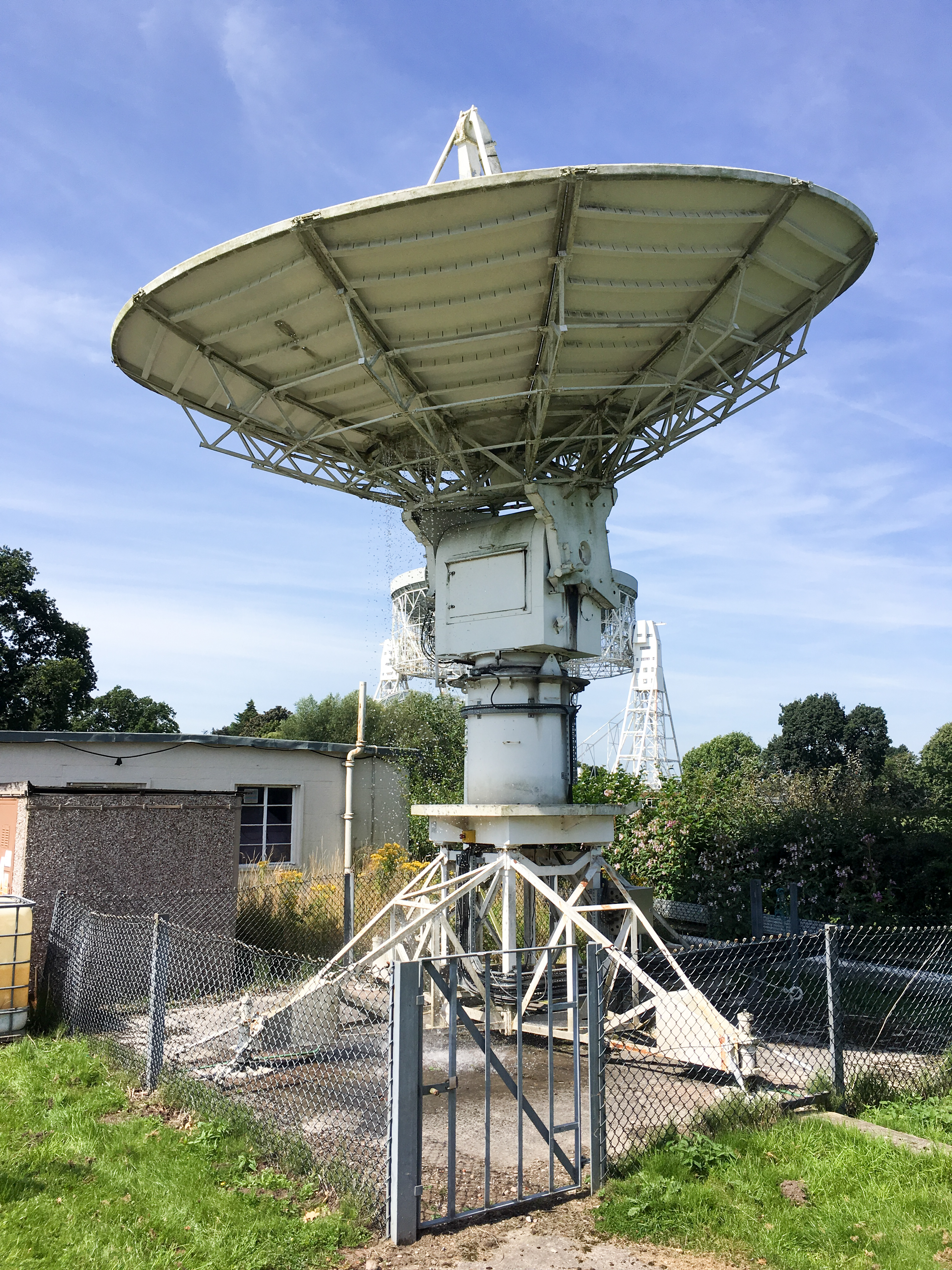
Навчальний телескоп (позаду видно Лавелівський телескоп)

В 1964 році був побудований 15-метровий (50-футовий) альт-азимутальний телескоп. Крім астрономічних досліджень, він був використаний для відстеження космічних зондів «Зонд 1», «Зонд 2», «Рейнджер-6» і «Рейнджер-7», а також Аполлон-11. Цей телескоп в 1982 році був замінений точнішим телескопом, названим «42-футовим» (12,8 метрів), після аварії, що непоправно пошкодила поверхню 50-футового телескопа. Цей новий телескоп використовується в основному для спостережень пульсарів, і, як правило, постійно моніторить Пульсар Краб.
Одночасно з встановленням 42-футового телескопа, був встановлений і менший телескоп під назвою «7-метровий» (насправді 6,4 м або 21 фут в діаметрі), що зараз використовується для навчання студентів. І 42-футовий, і 7-метровий телескопи початково використовувалися ракетним полігоном Вумера в Австралії. 7 м телескоп був побудований в 1970 році «Марконі компані».
В 1962 році був побудований телескоп Полярної Осі. Це була кругла 50 футова (15.2 м) таріль на полярній підвісці, яка головним чином використовувалась для місячних радіолокаційних експериментів; зараз він списаний. Існував також рефлекторний оптичний телескоп діаметром 18 дюймів, подарований обсерваторії в 1951 році. однак, цей телескоп мало використовувався, і в свою чергу був подарований Солфордському астрономічному товариству у 1971 р.

## MERLIN
Багатоелементна радіопов'язана мережа інтерферометрів (MERLIN) — це масив радіотелескопів, розкиданих по Англії і кордонах Уельсу. Масив управляється з Джодрелл-Бенк від імені британської Ради науково-технічних установ як національна установа. Масив складається з семи радіотелескопів і включає в себе Лавелівський телескоп, Марк II і телескопи у Кембриджі, Деффорді, Нокіні, Дарнхоллі і Пікмірі (раніше відомий як Таблі). Найдовша база масиву складає 217 км і він може працювати на частотах від 151 МГц до 24 ГГц. На довжині хвилі в 6 см (5 ГГц), MERLIN має роздільну здатність 50 міллікутових секунд, що порівняно зі здатністю Габбла в оптичному діапазоні.

## Радіоінтерферометрія з наддовгою базою
Джодрелл-Бенк залучений в проект «Радіоінтерферометрія з наддовгою базою» (РНДБ) з кінця 1960-х років; Лавелівський телескоп брав участь у першому транатлантичному інтерферометровому експерименті 1968 року разом з телескопами Алгонквін і Пентіктон в Канаді. Лавелівський телескоп і телескоп Марк II регулярно використовуються для РНДБ разом з телескопами по всій Європі (в Європейській РНДБ-мережі), що дає роздільну здатність близько 0.001 угл. с

## Радіоантена площею у квадратний кілометр
В квітні 2011 року Джодрелл-Бенк був визначений місцем розташування центру управління планованого масиву Радіоантена площею у Квадратний Кілометр (РКК). РКК планується у співпраці 20 країн, і коли проект буде завершено, він стане найбільш потужним радіотелескопом у світі. У квітні 2015 року було оголошено, що Джодрелл-Бенк стане постійною домівкою штаб-квартири РКК на період очікуваної експлуатації телескопа (більше 50 років).

## Дослідження
Утворений 2006 року Астрофізичний центр Джодрелл-Бенк, частиною якого є обсерваторія, є однією з найбільших астрофізичних дослідницьких груп у Великій Британії. Близько половини досліджень групи припадають на галузь радіоастрономії, в тому числі дослідження пульсарів, реліктового випромінювання, гравітаційних лінз, активних ядер галактик і астрофізичних мазерів. Група також проводить дослідження на різних довжинах хвиль, досліджуючи формування і еволюцію зір, планетарні туманності і астрохімію.
Першим директором Джодрелл-Бенк був Бернард Лавелл, який заснував обсерваторію в 1945 році. Його змінив у 1980 році Френсіс Ґрем-Сміт, потім професор Род Дейвіс приблизно в 1990 році і професор Ендрю Лайн в 1999 році. З жовтня 2011 року управляючим директором обсерваторії став професор Саймон Гаррінгтон.
В обсерваторії є діюча програма дослідження і побудови приймачів і приладів телескопів. Обсерваторія брала участь у будівництві кількох експериментів космічного мікрохвильового фонового випромінення, в тому числі експерименту Тенерифе, який тривав з 1980-х по 2000 рік, і будівництв підсилювачів і кріостатів для Дуже малого масиву (англ. Very Small Array). Вона також побудувала інтерфейсні модулі 30 і 44 ГГц приймачів для космічного телескопа Планк. Також у Джодрелл-Бенк були розроблені приймачі для телескопа Паркса в Австралії.

## Зручності для відвідувачів і події

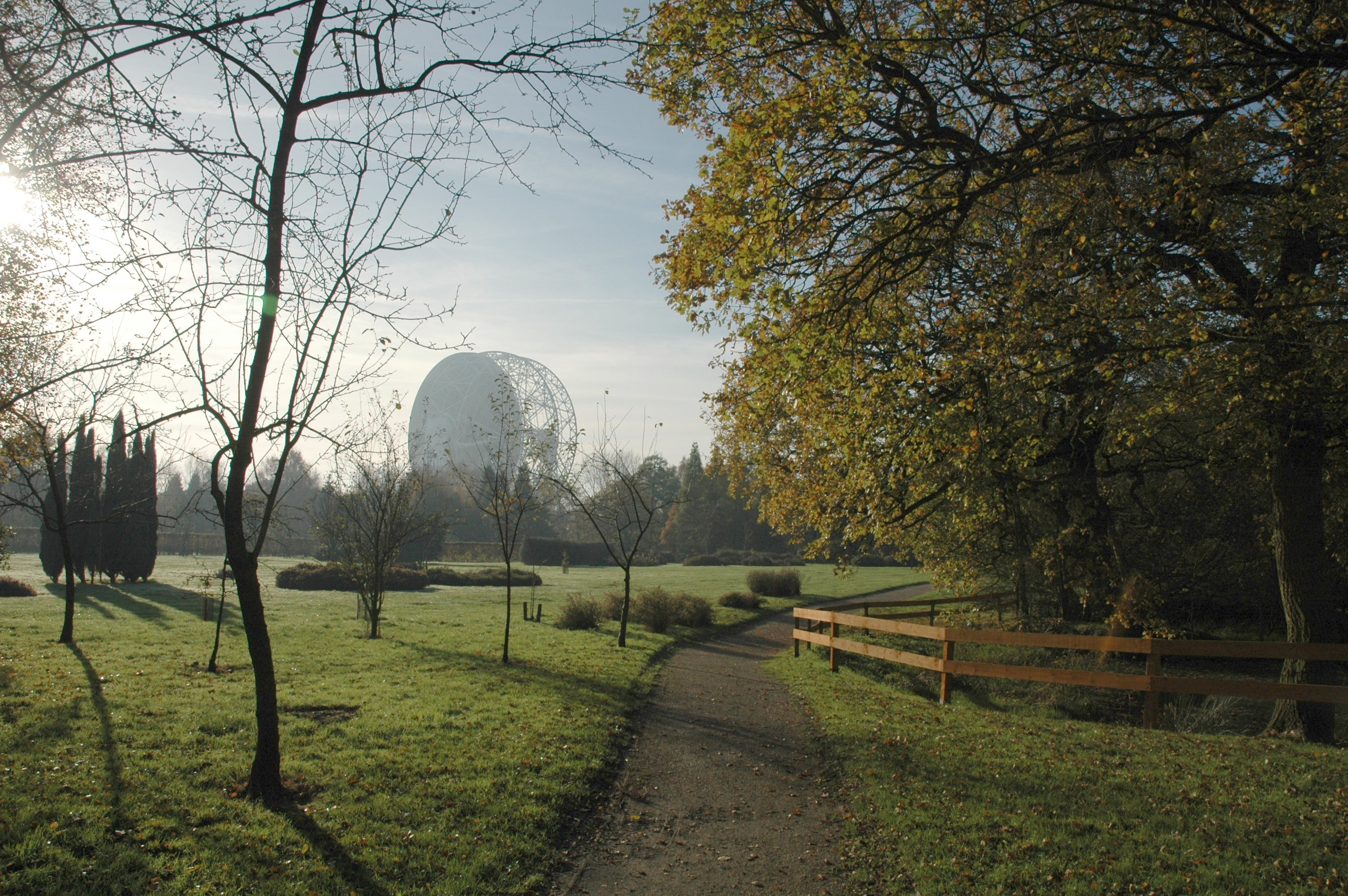
Вид на телескоп від Дендрарію

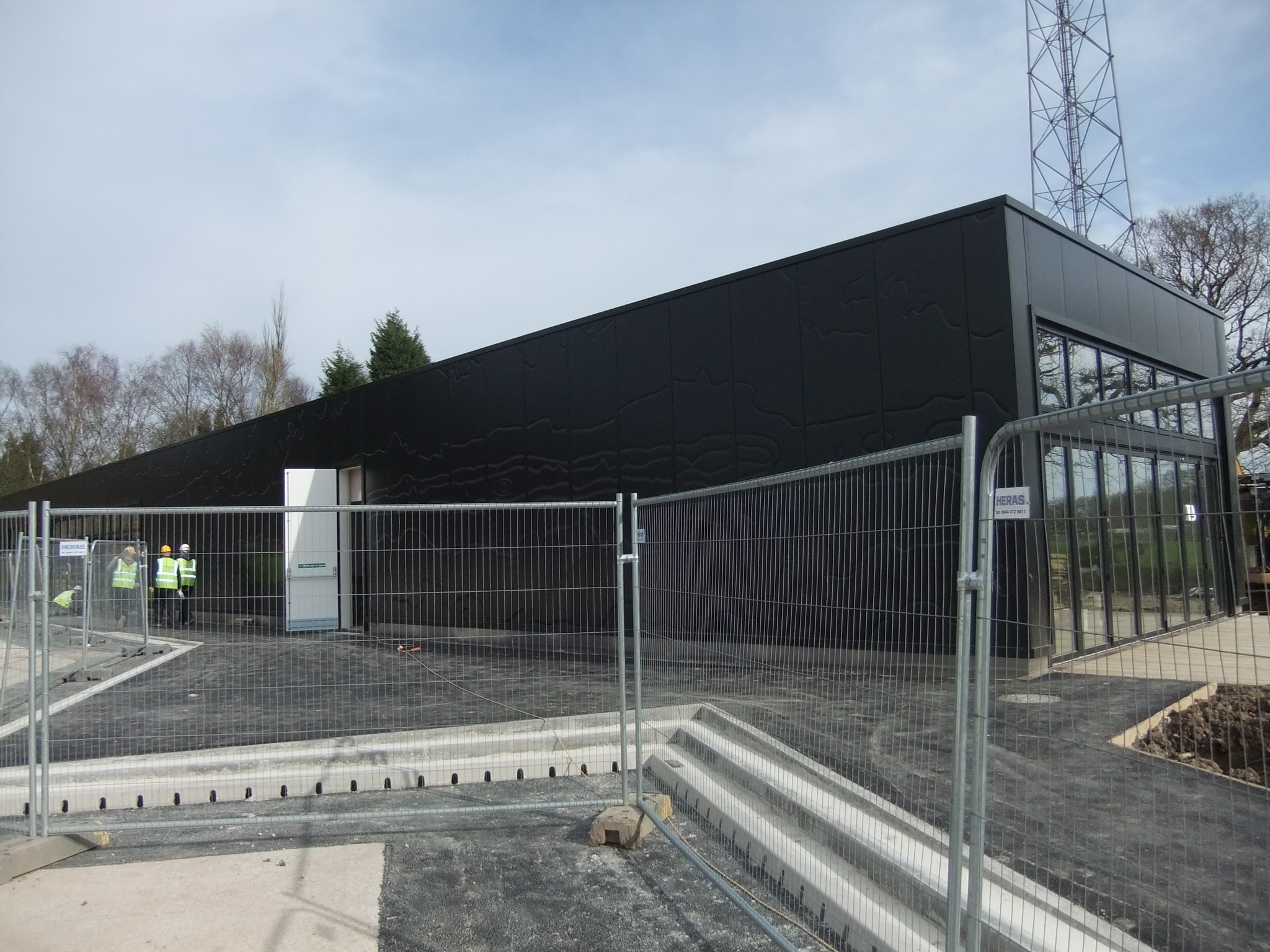
Новий центр для відвідувачів Джодрелл-Бенк (березень 2011 року)

Оригінальний центр відвідувачів обсерваторії був відкритий 19 квітня 1971 року за присутності герцога Девонширського, Він приваблював близько 120 000 відвідувачів на рік і охоплював історію Джодрелл-Бенк і 3D-кінотеатр з імітацією подорожі на Марс.
Внаслідок занепокоєнь про безпеку здоров'я через використання азбесту, центр для відвідувачів (включаючи планетарій) був в основному зруйнований в 2003 році і на його місці був встановлений великий намет для тимчасового центру. Тоді планувалось будівництво нового наукового центру. Ці плани були відкладені, коли Університет Вікторії в Манчестері та Інститут науки і технологій Манчестерського університету об'єдналися в Манчестерський університет в 2004 році, залишивши тимчасовий центр, який мав близько 70 000 відвідувачів на рік.

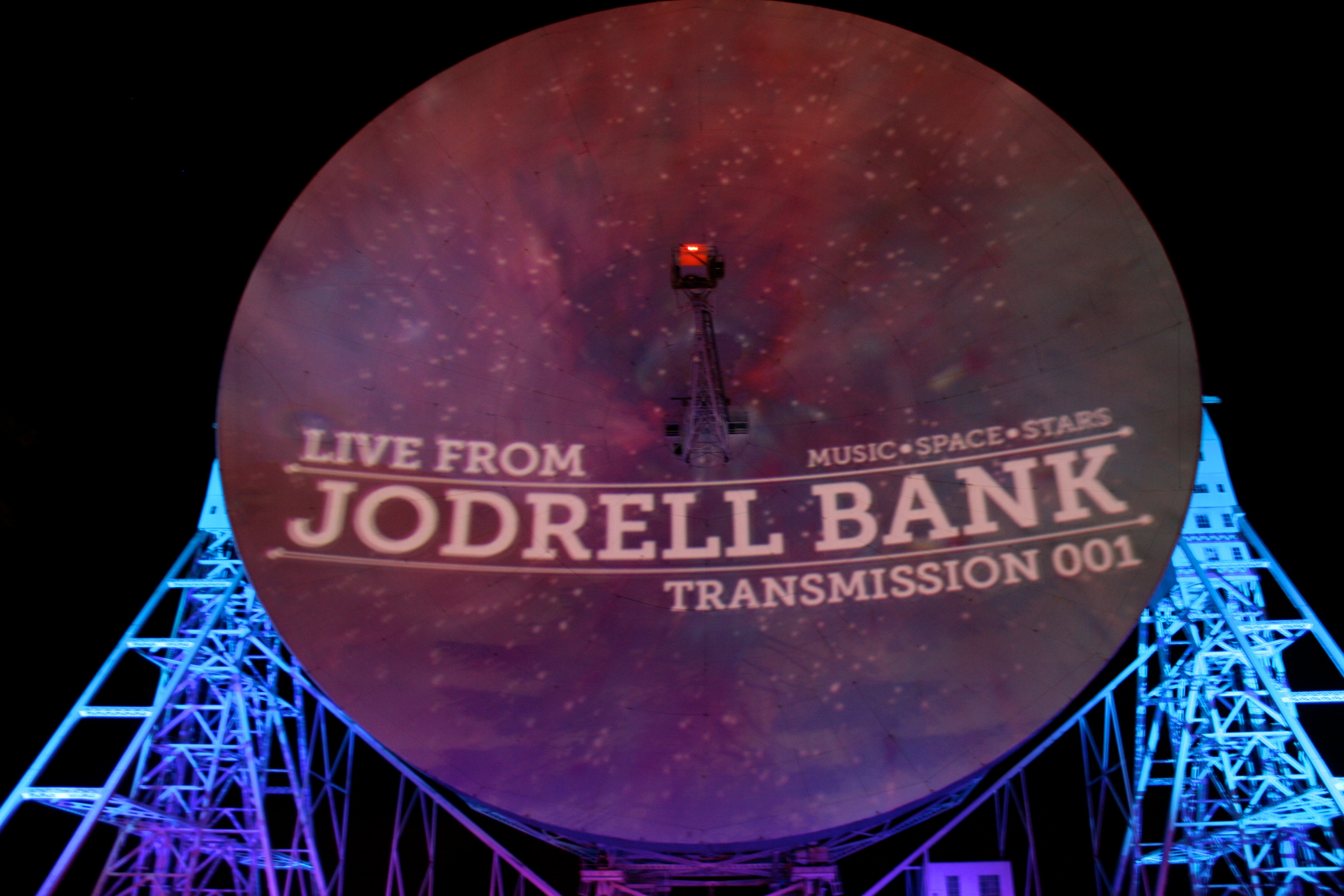
Підсвічування Лавелівського телескопу під час події Jodrell Bank Live

У жовтні 2010 року тимчасовий центр був закритий і почалося будівництво нового. Центр був відкритий 11 квітня 2011 року і включає нову вхідну будівлю, павільйон «Планети», новий павільйон «Космос» для проведення виставок та заходів, а також кафе зі скляними стінами з видом на Лавелівський телескоп і обідньою зоною на відкритому повітрі, освітній простір і паркову зону, включаючи новий лабіринт «Галактика». Велика модель Сонячної системи була встановлена в 2013 році.
Центр відкритий для публіки кожен день, а також організовує різні публічні заходи, в тому числі публічні лекції, зоряні вечірки, і сесії «запитай астронома».
Довкола (не повністю) Лавелівського телескопа прокладена туристична тропа, приблизно в 20 м від зовнішнього рельса телескопа. На тропі є деякі інформаційні щити, що роз'яснюють, як телескоп працює, і дослідження, які ним проводяться.
Дендрологічний парк Джодрелл-Бенк площею 14 тис. м2, створений у 1972 році, містить національні колекції Великої Британії видів яблуні Malus і видів горобина Sorbus, і колекцію вересових Heather Society. У дендропарку розташована невелика масштабна модель сонячної системи, у масштабі приблизно 1:5000000000. В рамках проекту «SpacedOut» Джодрелл-Бенк також є Сонцем в моделі Сонячної системи масштабу 1:15,000,000, що охоплює Велику Британію.
У липні 2011 року у центрі для відвідувачів і обсерваторії відбувся рок-концерт «Jodrell Bank Live», в тому числі за участю The Flaming Lips, British Sea Power, Wave Machines, OK Go і Еліс Голд. 23 липня 2012 в обсерваторії виступала Elbow і зняла документальний фільм про події і об'єкт, який був випущений як концертний CD/DVD.
31 серпня у Джодрелл-Бенк 2013 відбувся концерт у виконанні оркестру Халле в ознаменування 100 років з дня народження Лавелла. Ряд оперних номерів виконувався протягом всього дня, а ввечері Халле виконувало теми зі "Стар треку", "Зоряних війн" і "Доктора Хто" та ін. Таріль Лавелівського телескопу була нахилена до натовпу і використовувалась як величезний проєкційний екран, що показував різні планетарні анімації. Під час перерви 'екран' був використаний, щоб показати історію правці Лавелла і обсерваторії Джодрелл-Бенк.
У обсерваторії є астрономічний подкаст, названий Jodcast. Телепрограма BBC «Stargazing Live» проводиться в диспетчерській обсерваторії; програма має чотири серії, в січні 2011, 2012, 2013 і 2014 роки.

## Загроза закриття
3 березня 2008 року повідомлялося, що Рада науки і техніки Великої Британії, зіткнувшись з дефіцитом 80 мільйонів фунтів стерлінгів у своєму бюджеті, розглядає можливість відмови від своїх запланованих £2,7 мільйона щорічного фінансування проекту Джодрелл-Бенку е-MERLIN. Проект, який покликаний замінити мікрохвильові зв'язки між Джодрелл-Бенк і рядом інших радіотелескопів волоконно-оптичними кабелями з високою пропускною здатністю, значно збільшуючи чутливість спостережень, розглядається як критичний для виживання установи в її нинішньому вигляді. Бернард Лавелл зазначав  «це буде катастрофа … доля телескопу Джодрелл-Бенк пов'язана з долею e-MERLIN. Я не думаю, що заклад може вижити, якщо фінансування e-MERLIN буде скасовано».
У квітні 2008 року Чеширська радіостанція 106.9 Silk FM представила своїм слухачам свою пісню кампанії порятунку під назвою «Пісня Джодрелл-Бенк пісня» групи «Астрономи», музичне відео, зняте на тлі знаменитого Лавелівського телескопа. Всі виручені кошти пішли шляхом на користь порятунку Джодрелл-Бенк.
Вже 9 липня 2008 року було повідомлено, що за підсумками незалежного огляду Рада науки і техніки Великої Британії повністю змінила свою початкову позицію і погодилась гарантувати фінансування в розмірі £2,5 млн в рік протягом трьох років.

## Згадки у популярній культурі
Джодрелл-Бенк та Лавелівський телескоп згадувались у декількох популярних художніх творах, в тому числі серіалі Доктор Хто (серії «Remembrance of the Daleks», «The Poison Sky», «The Eleventh Hour»). Обсерваторія також згадувалась у книзі «Путівник Галактикою» (а також у однойменному фільмі), фільмах «Повзучий терор» і «Метеор». Джодрелл-Бенк також широко представлений в музичному відео Electric Light Orchestra 1983 року на їх сингл «Secret Messages». Пісня Prefab Sprout «Technique» (з дебютного альбому «Swoon») починається словами «Її чоловік працює в Джодрелл-Бенк/він приходить додому пізно вранці».
Обсерваторія також є місцем дії кількох епізодів у романі «Boneland» Алана Гарнера (2012), а головний герой Колін Вістерфільд працює в ній астрофізиком.

### Книги
- Adams, Douglas (1986). Hitchhiker's Guide to the Galaxy—A Trilogy in Four Parts. Pan Books. ISBN 0-330-31611-7.
- Gunn, A. G. (2005). «Jodrell Bank and the Meteor Velocity Controversy». In The New Astronomy: Opening the Electromagnetic Window and Expanding Our View of Planet Earth, Volume 334 of the Astrophysics and Space Science Library. Part 3, pages 107—118. Springer Netherlands. doi:10.1007/1-4020-3724-4_7
- Lovell, Bernard (1968). Story of Jodrell Bank. Oxford University Press. ISBN 0-19-217619-6.
- Lovell, Bernard (1973). Out of the Zenith: Jodrell Bank, 1957–70. Oxford University Press. ISBN 0-19-217624-2.
- Lovell, Bernard (1985). The Jodrell Bank Telescopes. Oxford University Press. ISBN 0-19-858178-5.
- Lovell, Bernard (1990). Astronomer by Chance. London: Macmillan. ISBN 0-333-55195-8.
- Piper, Roger (1972) [1965]. The Story of Jodrell Bank (вид. Carousel). London: Carousel. ISBN 0-552-54028-5.
- Pullan, Brian; Abendstern, Michele (2000). A history of the University of Manchester 1951–1973. Manchester University Press. ISBN 0-7190-5670-5.

### Журнальні статті
- Pullan, Brian; Abendstern, Michele (2000). A history of the University of Manchester 1951–1973. Manchester University Press. ISBN 0-7190-5670-5.